# Zamarada torrida
Zamarada torrida là một loài bướm đêm trong họ Geometridae.